# Głaz Franciszka Jaśkowiaka w Poznaniu
Głaz Franciszka Jaśkowiaka – pomnik przyrody, zabytkowy granitognejsowy głaz narzutowy położony przy ul. Meteorytowej, na Morasku w Poznaniu w bezpośrednim sąsiedztwie rezerwatu przyrody Meteoryt Morasko i zabytkowej alei lipowej.
Głaz Jaśkowiaka jest jednym z trzech głazów-pomników przyrody w Poznaniu. Ma 480 cm obwodu. Jest pozostałością po zlodowaceniu bałtyckim, które zakończyło się w tym rejonie około 11 000 lat temu. Pierwotnie nie leżał w tym miejscu – został przemieszczony w celach pomnikowych.
Na głazie w setną rocznicę urodzin Franciszka Jaśkowiaka (poznańskiego krajoznawcy) wykuto napis o treści: Pamięci Franciszka Jaśkowiaka / 1903 – 1983 / krajoznawcy, wybitnego przewodnika, orędownika ochrony przyrody i zabytków / Koło Przewodników PTTK / Poznań 5 X 2003. 
Koło głazu przebiega żółty szlak turystyczny na Górę Moraską i do kraterów meteorytowych.